# Stanislavas
Stanislavas ist ein litauischer männlicher Vorname, abgeleitet vom slawischen Stanislaw. Die Abkürzung ist Stasys. Die weibliche Form ist Stanislava.

## Personen
- Stanislavas Vidtmannas, litauischer Diplomat und Politiker polnischer Herkunft
- Stanislavas Peško (1941–2024),  litauischer Politiker polnischer Herkunft,  Deputat im Seimas

Zwischenname
- Pranciškus Stanislavas Vitkevičius (1926–2013), litauischer Jurist und Politiker, Zivilrechtler, Professor, Richter, Mitglied von Seimas